# Златни струни
Златни струни е вокално-инструментален състав, създаден през 1969 година в град София.
В началото на 80-те години на XX век след няколкогодишен престой в Скандинавските страни групата се разпада. Нейните изпълнители са автори на първата българска рок опера „Легенда за тракийското съкровище“. Музикантите Йордан Караджов, Румен Спасов и Христо Ламбрев впоследствие, след раздялата създават хардрок групата „Сигнал“.

## Дискография
| Година | Заглавие                                                      |
| ------ | ------------------------------------------------------------- |
| 1973   | Нашата Песен (малка плоча) BTM 6416                           |
| 1977   | Хатинските Камбани (малка плоча) BTК 3341                     |
| 1979   | Забравен Бряг (малка плоча) BTК 3525                          |
|        |                                                               |
| 1980   | Далечни Корени (студиен албум)                                |
| 1977   | Легенда за тракийското съкровище (неиздаден албум, Рок опера) |

### Албуми
- Далечни Корени – 1980

### Сингли и минисингли
- Нашата Песен – 1973
- Хатинските Камбани – 1977
- Забравен Бряг ‎– 1979